# معركة ميزوشيما
معركة ميزوشيما (باليابانية: 水島の戦い، بالروماجي: Mizushima no tatakai) إحدى معارك حرب غينبيه البحرية بين قبيلة ميناموتو وقبيلة تايرا، حدثت في نوفمبر 1183 في مقاطعة بيتشو [الإنجليزية] إنتصرت فيها قبيلة تايرا.

## المعركة
في نوفمبر 1183، أرسل ميناموتو نو يوشيناكا جيشاً لعبور البحر الداخلي من ساحل شيكوكو إلى جزيرة ياشيما التي تعتبر من أهم حصون قوات تايرا، لكن إعترضت سفنتايرا مراكب جيش ميناموتو في 17 نوفمبر قرب شواطئ جزيرة ميزوشيما، وهي جزيرة صغيرة تقع قبالة هونشو، قام جنود تايرا بربط سفنهم ببعضها ووضعوا ألواحاً عليها ليصنعوا أرضية مستوية للقتال.
بدأت المعركة عندما أمطرت قوات تايرا سفن ميناموتو بالسهام وبإقتراب المراكب بشكل كافي حصل إلتحام بين الجيشين في قتال يدوي بالسيوف والخناجر، ثم نزل جنود تايرا الذين أحضروا معهم خيولاً مدربة ومجهزة على سفنهم إلى شواطئ الجزيرة لملاحقة الناجين من محاربي ميناموتو.